# Forte Sommo Alto
Il forte Sommo Alto (in ted. Zwischenwerk Sommo) è una fortificazione militare, situata a 4 km da Folgaria ad un'altitudine di 1.613 m slm, presso il passo Coe (1.550 m), in provincia di Trento. Il forte appartiene allo sbarramento Folgaria del grande sistema di fortificazioni austriache al confine italiano.

## Storia

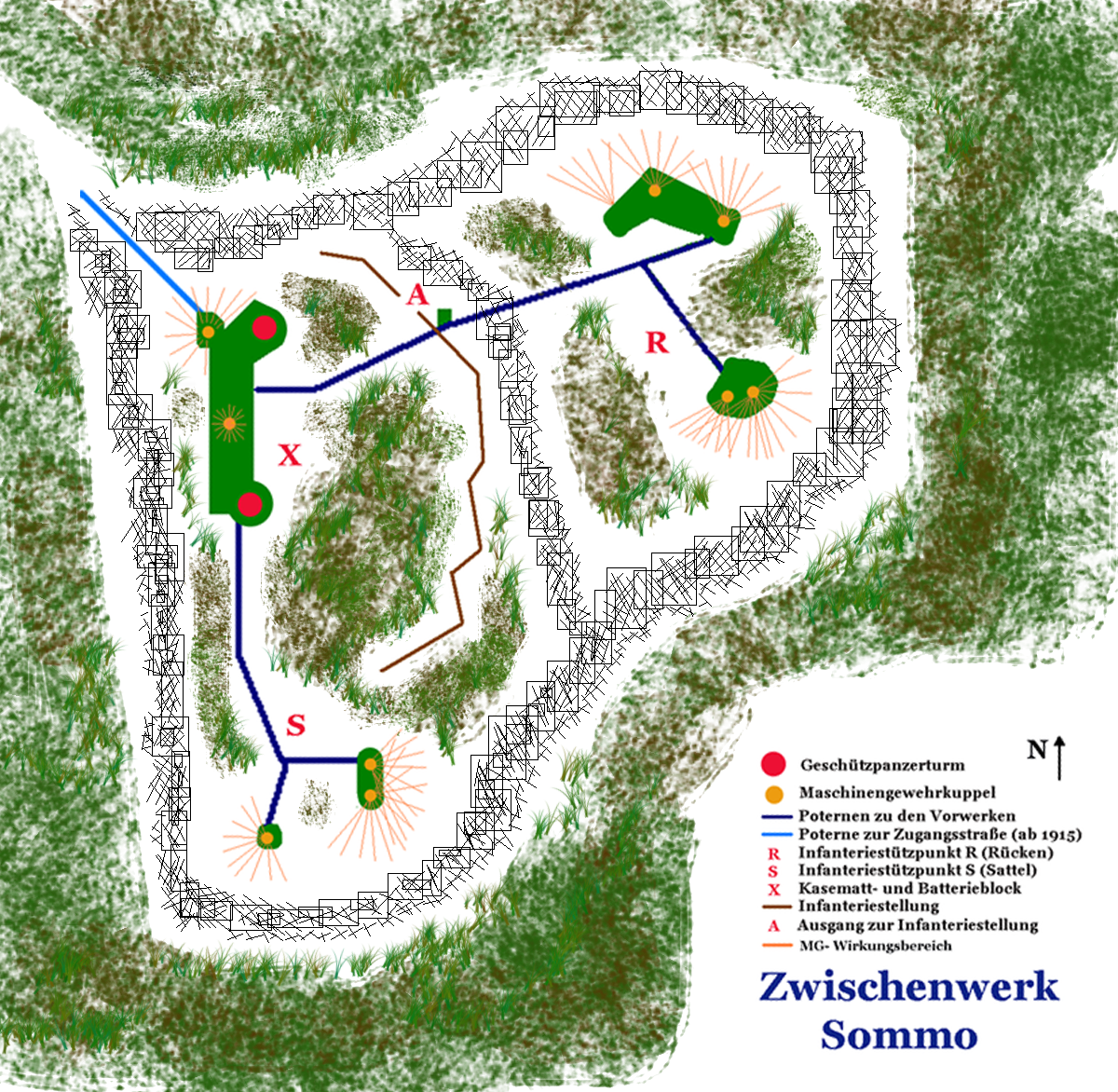
Piantina schematica del forte

Il forte  fu progettato dal Capitano dello Stato Maggiore del genio Schönherr e fu costruito tra gli anni 1911-1914, con un costo di 982.000 corone austriache (armamento escluso), con la principale funzione di fungere da collegamento tra il forte Sebastiano (o forte Cherle) e il forte Dosso del Sommo (o forte di Serrada), ma anche per tener sotto controllo il passo Coe.
Il forte ebbe la sua principale funzione durante il conflitto nel maggio 1916 ("Battaglia degli Altipiani" o "Offensiva di Primavera" o Strafexpedition), quando fu utilizzato per appoggiare l'avanzata austriaca, bombardando monte Maronia e Costa d'Agra. Nonostante il forte sia stato sporadicamente colpito dall'artiglieria, non subì mai veri e propri attacchi da parte delle fanterie italiane, e in prossimità della ritirata, nel novembre 1918, il forte aprì il fuoco contro le linee nemiche fino all'esaurimento delle munizioni.
Comandante del forte fu il capitano Rudolf Kalifius, con una  guarnigione di 6 ufficiali e 162 uomini di truppa.
Con il Decreto Regio n. 1882 del 12 agosto 1927 il forte fu radiato dalle opere militari per poterne recuperare il ferro. 
Il 1º gennaio 1932 il forte fu dato in concessione al comune di Folgaria per 29 anni (con un canone mensile di 150 lire), e successivamente venduto dal demanio militare al comune di Folgaria, dove con l'aiuto degli alpini è stato possibile risistemarlo e aprirlo al pubblico.

## Descrizione
Le pareti del forte avevano uno spessore di 2,80 metri, che furono poi aumentati durante la guerra a 3,80 metri.
Il forte è disposto su tre piani di cui uno solo si trova in superficie, era dotato di tre cupole, due delle quali girevoli armate con cannoni da 105 mm, e l'altra con funzione di osservatorio girevole armato con mitragliatrice. Oltre alle tre cupole il forte comprendeva quattro postazioni corazzate avanzate (18 postazioni di mitragliatrice), che si potevano raggiungere attraverso un sistema di gallerie, una delle quali lunga  170 metri. Il forte non disponeva di un vero fossato di gola, ma aveva una postazione per MG posta a sinistra dell'ingresso, che poteva battere tutto il terreno di gola. Un'altra postazione per MG posta in casamatta corazzata, poteva coprire il terreno del declivio verso Folgaria. Inoltre il terreno circostante era coperto da una fitta rete di trincee, reticolati e campi minati che circondavano la fortezza.
All'interno del forte è possibile percorrere in discesa una galleria che dopo circa 200 gradini sbuca all'aria aperta; era l'ingresso di sicurezza e fu scavata durante il primo anno di guerra e terminata nell'estate 1916.

L'approvvigionamento idrico del forte era garantito da due cisterne da 380 ettolitri l'una, alimentate da un acquedotto attraverso un apparato di pompaggio.
Per comunicare con i forti vicini (forte Sebastiano e il forte Dosso del Sommo) oltre alle normali linee telefoniche si usava un metodo di segnalazione ottica a codice Morse, ma con codifica modificata.

## Armamento
- 2 obici da 105 mm, mod. 09 in cupole girevoli in acciaio, spesse 25 cm
- 18 mitragliatrici modello 07/12, di cui 14 in corazza fissa.